# Attenuatietheorie
De attenuatietheorie, of filter-verzachtingstheorie, is een model van selectieve aandacht, voorgesteld door Anne Treisman in 1964. Het kan worden gezien als een herziening van de filtertheorie van Donald Broadbent. Treisman probeerde met de theorie uit te leggen hoe sommige stimuli waar geen aandacht aan werd geschonken toch konden doordringen en worden verwerkt. In plaats van een filter, beschouwde zij het proces als een verzachting ('attenuatie'), waardoor genegeerde stimuli alsnog kunnen doordringen tot het bewustzijn, alhoewel de stimulus daarvoor dan 'sterk' genoeg zou moeten zijn.

## Het model

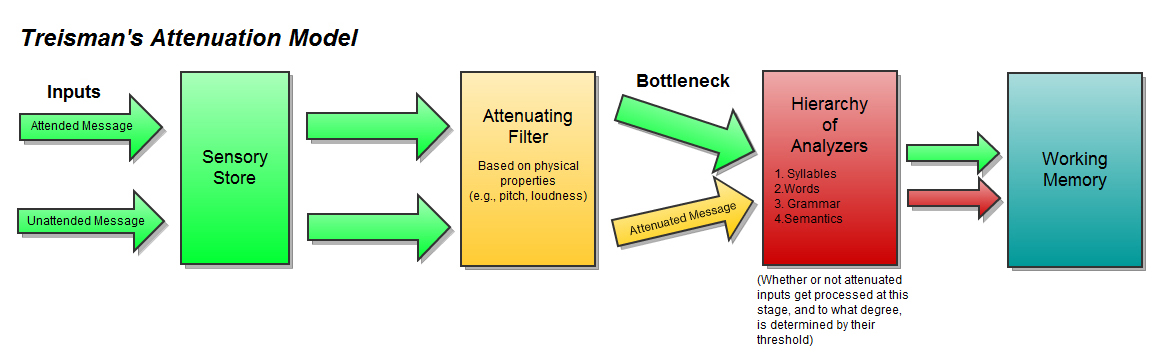
Informatieverwerkingsmodel volgens de attenuatietheorie van Treisman

### Hoe verzachting ontstaat
Het model van Treisman bevat zowel het idee van een vroeg selectieproces als het mechanisme waardoor fysieke cues worden gebruikt als eerste punt van discriminatie. In tegenstelling tot de theorie van Broadbent, wordt binnenkomende informatie waar geen aandacht aan wordt besteed volgens de theorie van Treisman niet compleet geblokkeerd door een filter, maar alleen afgezwakt. Daarnaast introduceerde Treisman het concept van een soort drempel om te verklaren waarom sommige woorden waar geen aandacht aan werd besteed vaker bewust worden gehoord dan andere. Elk woord zou zijn eigen 'drempel' hebben en afhankelijk van hoe hoog die drempel is, wordt het wel of niet bewust waargenomen.
Na de eerste fase van afzwakking, komt de informatie in een hiërarchisch model van analysatoren terecht, die de meest betekenisvolle informatie eruit filtert. Een belangrijk aspect is dat input waar aandacht aan wordt geschonken altijd volledig zal worden verwerkt, terwijl de andere stimuli vaak een te hoge drempel hebben om volledig te worden geanalyseerd. Hierdoor worden de fysieke kwaliteiten van een stimulus (zoals de toonhoogte) sneller onthouden dan de inhoud. Daarnaast hangt de verwerking van genegeerde stimuli af van de mentale capaciteit die over is; als een taak veel aandacht vereist, zullen er minder andere stimuli worden verwerkt.